# Idaea agrammaria
Idaea agrammaria är en fjärilsart som beskrevs av Paul Mabille 1900. Idaea agrammaria ingår i släktet Idaea och familjen mätare. Inga underarter finns listade i Catalogue of Life.